# Lijst van voetbalinterlands Duitsland - Wales
Deze lijst van voetbalinterlands is een overzicht van alle officiële voetbalwedstrijden tussen de nationale teams van (West-)Duitsland en Wales. De landen speelden tot op heden zeventien keer tegen elkaar. De eerste ontmoeting, een vriendschappelijke wedstrijd, werd gespeeld in Cardiff op 8 mei 1968. Het laatste duel, een kwalificatiewedstrijd voor het Wereldkampioenschap voetbal 2010, vond plaats op 1 april 2009 in Cardiff.

## Wedstrijden
| №  | Plaats            | Datum            | Competitie           | Wedstrijd              | Uitslag |
| -- | ----------------- | ---------------- | -------------------- | ---------------------- | ------- |
| 1  | Cardiff           | 8 mei 1968       | Vriendschappelijk    | Wales – West-Duitsland | 1 – 1   |
| 2  | Frankfurt         | 26 maart 1969    | Vriendschappelijk    | West-Duitsland – Wales | 1 – 1   |
| 3  | Cardiff           | 6 oktober 1976   | Vriendschappelijk    | Wales – West-Duitsland | 0 – 2   |
| 4  | Dortmund          | 14 december 1977 | Vriendschappelijk    | West-Duitsland – Wales | 1 – 1   |
| 5  | Wrexham           | 2 mei 1979       | EK 1980 kwalificatie | Wales – West-Duitsland | 0 – 2   |
| 6  | Keulen            | 17 oktober 1979  | EK 1980 kwalificatie | West-Duitsland – Wales | 5 – 1   |
| 7  | Cardiff           | 31 mei 1989      | WK 1990 kwalificatie | Wales – West-Duitsland | 0 – 0   |
| 8  | Keulen            | 15 november 1989 | WK 1990 kwalificatie | West-Duitsland – Wales | 2 – 1   |
| 9  | Cardiff           | 5 juni 1991      | EK 1992 kwalificatie | Wales – Duitsland      | 1 – 0   |
| 10 | Neurenberg        | 16 oktober 1991  | EK 1992 kwalificatie | Duitsland – Wales      | 4 – 1   |
| 11 | Düsseldorf        | 26 april 1995    | EK 1996 kwalificatie | Duitsland – Wales      | 1 – 1   |
| 12 | Cardiff           | 11 oktober 1995  | EK 1996 kwalificatie | Wales – Duitsland      | 1 – 2   |
| 13 | Cardiff           | 14 mei 2002      | Vriendschappelijk    | Wales – Duitsland      | 1 – 0   |
| 14 | Cardiff           | 8 september 2007 | EK 2008 kwalificatie | Wales – Duitsland      | 0 – 2   |
| 15 | Frankfurt am Main | 21 november 2007 | EK 2008 kwalificatie | Duitsland – Wales      | 0 – 0   |
| 16 | Mönchengladbach   | 15 oktober 2008  | WK 2010 kwalificatie | Duitsland – Wales      | 1 – 0   |
| 17 | Cardiff           | 1 april 2009     | WK 2010 kwalificatie | Wales – Duitsland      | 0 – 2   |

## Samenvatting
| Competitie        | Totaal gespeeld | Winst Duitsland | Gelijk | Winst Wales | Doelsaldo Duitsland – Wales |
| ----------------- | --------------- | --------------- | ------ | ----------- | --------------------------- |
| WK-kwalificatie   | 4               | 3               | 1      | 0           | 5 − 1                       |
| EK-kwalificatie   | 8               | 5               | 2      | 1           | 16 − 5                      |
| Vriendschappelijk | 5               | 1               | 3      | 1           | 5 − 4                       |
| Totaal            | 17              | 9               | 6      | 2           | 26 − 10                     |

Wedstrijden bepaald door strafschoppen worden, in lijn met de FIFA, als een gelijkspel gerekend.

## Details

### Eerste ontmoeting
| Vriendschappelijk (Cardiff, Wales, 8 mei 1968): |              | |
| Wales | 1 – 1        | West-Duitsland |
| Wyn Davies 26' | goals        | 11' Wolfgang Overath |
| David Bowen | bondscoach   | Helmut Schön |
| Tony Millington Rod Thomas Colin Green David Powell Mike England Barrie Hole Ron Rees Wyn Davies Ron Davies Alan Durban Cliff Jones                                | opstellingen | 26' Horst Wolter Berti Vogts Horst-Dieter Höttges Klaus Fichtel Joachim Bäse Wolfgang Weber Herbert Laumen Willi Neuberger Siegfried Held 50' Wolfgang Overath Horst Köppel |
| | wissels      | 26' Günter Bernard 50' Günter Netzer |
| - Debuut van David Powell (Wrexham FC) voor Wales. - Debuut van Joachim Bäse (Eintracht Braunschweig ) en Willi Neuberger (Borussia Dortmund) voor West-Duitsland. |              | |

### Negende ontmoeting
| EK 1992 kwalificatie (Cardiff, Wales, 5 juni 1991): |              | |
| Wales | 1 – 0        | Duitsland |
| Ian Rush 67' | goals        | |
| Terry Yorath | bondscoach   | Berti Vogts |
| Neville Southall David Phillips Paul Bodin Mark Aizlewood Andy Melville Kevin Ratcliffe Peter Nicholas Barry Horne Dean Saunders 90' Ian Rush Mark Hughes | opstellingen | Bodo Illgner Thomas Berthold Guido Buchwald Jürgen Kohler Andreas Brehme Stefan Reuter Thomas Helmer 46' Lothar Matthäus 74' Matthias Sammer Jürgen Klinsmann Rudi Völler |
| Gary Speed 90' | wissels      | 46' Thomas Doll 74' Stefan Effenberg |
| Peter Nicholas 30' | gele kaarten | |
| | rode kaarten | 60' Thomas Berthold |
| - Debuut van Stefan Effenberg (Bayern München) voor Duitsland.                                                                                            |              | |

### Tiende ontmoeting
| EK 1992 kwalificatie (Neurenberg, Duitsland, 16 oktober 1991):           |       |                       |
| Duitsland                                                                | 4 – 1 | Wales                 |
| Andreas Möller 34' Rudi Völler 39' Karl-Heinz Riedle 45' Thomas Doll 73' | goals | 84' (pen.) Paul Bodin |
| - Debuut van aanvaller Ryan Giggs voor Wales.                            |       |                       |

### Elfde ontmoeting
| EK 1996 kwalificatie (Düsseldorf, Duitsland, 26 april 1995): |       |                  |
| Duitsland                                                    | 1 – 1 | Wales            |
| Heiko Herrlich 42'                                           | goals | 8' Dean Saunders |

### Twaalfde ontmoeting
| EK 1996 kwalificatie (Cardiff, Wales, 11 oktober 1995): |              | |
| Wales | 1 – 2        | Duitsland |
| Kit Symons 79' | goals        | 75' (e.d.) Andy Melville 81' Jürgen Klinsmann |
| Bobby Gould | bondscoach   | Berti Vogts |
| Neville Southall Steve Jenkins 70' Mark Bowen Kit Symons Andy Melville Mark Pembridge 82' Gary Speed Ryan Giggs Barry Horne Dean Saunders Nathan Blake 82' | opstellingen | Andreas Köpke Matthias Sammer 46' Markus Babbel Thomas Helmer Steffen Freund Dieter Eilts Christian Ziege Thomas Häßler Andreas Möller Jürgen Klinsmann 74' Heiko Herrlich |
| Paul Mardon 70' Glyn Hodges 82' Geraint Williams 82' | wissels      | 46' Christian Wörns 74' Stefan Kuntz |
| Neville Southall 3' Mark Pembridge 23' Nathan Blake 40' | gele kaarten | 76' Christian Ziege 82' Matthias Sammer |
| - Debuut van Steve Jenkins (Swansea City) en Paul Mardon (West Bromwich Albion) voor Wales.                                                                |              | |